# Opificio
Per opificio (dal latino opificium, luogo di lavoro-fabbrica) si intende una fabbrica o uno stabilimento industriale all'interno del quale avviene la trasformazione di una materia prima in un prodotto finito. Il termine ha assunto però un significato più ampio, quello di luogo di lavoro dove si svolge qualunque attività industriale.

## Descrizione
Esistono molti tipi di opificio: opifici industriali, artigianali, orafi, tessili, ecc, a seconda del tipo di attività lavorativa. Quando si parla di opificio in modo generico, si intende l'accezione meno precisa del termine, quella di opificio industriale.
Un opificio è detto tale quando rispetta determinate norme che regolamentano la gestione degli stabilimenti: alcune di queste definiscono le aree di catasto su cui devono essere realizzati, altre normalizzano lo smaltimento dei rifiuti, altre ancora concernono la sicurezza durante le attività lavorative, anche se ormai l'applicazione di queste ultime è stata estesa a tutti gli impianti "anche senza una specifica destinazione industriale".